# División de Honor de rugby 2014-15
La División de Honor de rugby 2014-15 es la 48.ª edición de la competición, conocida por motivos publicitarios como Liga Renfe. El torneo lo organiza la Federación Española de Rugby.
Para esta temporada se produjo el ascenso del Fútbol Club Barcelona, equipo que competía en División de Honor B desde su descenso tras la temporada 2007/08. Se vivió así mismo el descenso del equipo sevillano Ciencias Fundación Cajasol, uno de los máximos exponentes de rugby en Andalucía y el sur de España en general, que descendía tras más de una década en la máxima categoría.

## Sistema de competición
El sistema de competición es una liga regular a dos vueltas (partidos de ida y vuelta) de 12 equipos. Los seis mejores clasificados al finalizar las veintidós jornadas de temporada regular se jugarán el título en los play-offs. Primer y segundo clasificados accederán directamente a semifinales mientras que tercero, cuarto, quinto y sexto, jugarán una fase previa para acceder a ellas. Este sistema da un total de 22 jornadas de liga y ciento treinta y dos partidos, más cinco de play-off, además de un partido especial para dirimir el ascenso o descenso de categoría de uno de los equipos (jugado entre el undécimo de División de Honor y el segundo de División de Honor B).

### Sistema de puntuación
- Cada victoria suma 4 puntos.
- Cada empate suma 2 puntos.
- Cuatro ensayos en un partido suma 1 punto de bonus.
- Perder por una diferencia de siete puntos o inferior suma 1 punto de bonus.

### Ascensos y descensos
Desde la temporada 2011-2012 el sistema de ascensos y descensos es el siguiente:
- Descenso directo para el último clasificado al final de las veintidós jornadas.
- Promoción para el penúltimo clasificado al final de las veintidós jornadas.
- Ascenso directo del ganador de la eliminatoria de División de Honor B.
- Promoción de ascenso para el segundo clasificado de la eliminatoria.

## Equipos
| Equipo                   | Ciudad                                | Estadio                                            | Entrenador             |
| ------------------------ | ------------------------------------- | -------------------------------------------------- | ---------------------- |
| VRAC Quesos Entrepinares | Valladolid                            | Campos de Pepe Rojo                                | Diego Merino Rodríguez |
| CR El Salvador           | Valladolid                            | Campos de Pepe Rojo                                | Juan Carlos Pérez      |
| Hernani CRE              | Hernani (Guipúzcoa)                   | Landare Toki                                       | Patrick Polidori       |
| AMPO Ordizia RE          | Ordicia (Guipúzcoa)                   | Estadio Municipal de Altamira                      | Santos Regil           |
| Getxo Artea RT           | Guecho (Vizcaya)                      | Ciudad Deportiva de Fadura                         | Todd Dammers           |
| Bizkaia Gernika RT       | Guernica y Luno (Vizcaya)             | Campo de Urbieta                                   | Peter Borlase          |
| FC Barcelona             | Barcelona                             | Ciudad Deportiva Municipal Vall d'Hebron-Teixonera | Ricard Martinena Royo  |
| UE Santboiana Seat       | San Baudilio de Llobregat (Barcelona) | Estadi Baldiri Aleu                                | Michael Broad          |
| CR Complutense Cisneros  | Madrid                                | Estadio Nacional Complutense                       | Daniel Vinuesa         |
| CRC Pozuelo              | Madrid                                | Campo Valle de las Cañas                           | Miguel Ángel Puerta    |
| BathCo Independiente RC  | Santander (Cantabria)                 | Campo de San Román                                 | Tristán Moziman        |
| Vigo RC                  | Vigo (Pontevedra)                     | Campo de la Universidad de Vigo                    | Alberto Mera           |

### Equipos por comunidades autónomas
Como en casi todas las competiciones oficiales de rugby en España, se puede apreciar como la mayoría de los equipos pertenecen a zonas del Norte de España, aspecto acentuado este año tras el descenso del Ciencias Fundación Cajasol de Sevilla (Andalucía).
| Comunidad autónoma  | N.º | Equipos                                                  |
| ------------------- | --- | -------------------------------------------------------- |
| País Vasco          | 4   | Getxo Artea, Bizkaia Gernika, AMPO Ordizia y Hernani CRE |
| Comunidad de Madrid | 2   | CR Complutense Cisneros y CRC Pozuelo                    |
| Castilla y León     | 2   | C.R. El Salvador y VRAC Quesos Entrepinares              |
| Cataluña            | 2   | FC Barcelona y UE Santboiana Seat                        |
| Cantabria           | 1   | BathCo Independiente                                     |
| Galicia             | 1   | Vigo RC                                                  |

## Clasificación
Actualizado a últimos partidos disputados el 31 de mayo de 2015
|  |     | Equipos                  |  | PJ | PG | PE | PP | GF  | GC  | Dif  | PBO | PBD | Pts |
|  | --- | ------------------------ |  | -- | -- | -- | -- | --- | --- | ---- | --- | --- | --- |
|  | 1.  | VRAC Quesos Entrepinares |  | 22 | 19 | 0  | 3  | 681 | 394 | +287 | 15  | 3   | 94  |
|  | 2.  | UE Santboiana            |  | 22 | 19 | 0  | 3  | 757 | 428 | +329 | 14  | 1   | 91  |
|  | 3.  | CR Complutense Cisneros  |  | 22 | 16 | 0  | 6  | 702 | 444 | +258 | 16  | 1   | 81  |
|  | 4.  | Bathco Independiente     |  | 22 | 16 | 0  | 6  | 615 | 485 | +130 | 10  | 3   | 77  |
|  | 5.  | CR El Salvador           |  | 22 | 15 | 0  | 7  | 617 | 357 | +260 | 9   | 4   | 73  |
|  | 6.  | Bizkaia Gernika RT       |  | 22 | 9  | 1  | 12 | 468 | 572 | -104 | 7   | 4   | 49  |
|  | 7.  | AMPO Ordizia RE          |  | 22 | 9  | 0  | 13 | 507 | 534 | -27  | 6   | 3   | 45  |
|  | 8.  | CRC Pozuelo              |  | 22 | 7  | 1  | 14 | 353 | 558 | -205 | 3   | 4   | 37  |
|  | 9.  | Getxo Artea RT           |  | 22 | 7  | 0  | 15 | 440 | 636 | -196 | 4   | 4   | 36  |
|  | 10. | Hernani CRE              |  | 22 | 6  | 0  | 16 | 374 | 598 | -224 | 4   | 5   | 33  |
|  | 11. | FC Barcelona             |  | 22 | 4  | 1  | 17 | 472 | 615 | -143 | 6   | 7   | 31  |
|  | 12. | Vigo RC                  |  | 22 | 3  | 1  | 18 | 376 | 741 | -365 | 6   | 5   | 25  |

Pts = Puntos totales; PJ = Partidos Jugados; G = Partidos Ganados; E = Partidos Empatados; P = Partidos Perdidos; PF = Puntos a favor; PC = Puntos en contra; Dif = Diferencia de puntos; PBO = Bonus ofensivos; PBD = Bonus defensivos
|  | Clasificados directamente a semifinales de la eliminatoria por el título |
|  | Clasificados para el play off por el título                              |
|  | Promoción de descenso a División de Honor B                              |
|  | Descenso a División de Honor B                                           |
|  | Campeón 2015/16                                                          |

## Resultados
Los horarios corresponden a la CET (Hora Central Europea) UTC+1 en horario estándar y UTC+2 en horario de verano.

### Primera vuelta
| FC Barcelona             | 33 - 38 | CR Complutense Cisneros | La Teixonera             | 13 de septiembre | 16:30 |
| Bizkaia Gernika          | 38 - 31 | Vigo RC                 | Baldiri Aleu             | 14 de septiembre | 12:00 |
| Hernani CRE              | 0 - 38  | UE Santboiana           | Landare Toki             | 14 de septiembre | 12:00 |
| Bathco Independiente     | 35 - 10 | Getxo Artea             | Campo de San Román       | 14 de septiembre | 12:30 |
| VRAC Quesos Entrepinares | 22 - 23 | El Salvador             | Campos de Pepe Rojo      | 14 de septiembre | 12:30 |
| CRC Pozuelo              | 29 - 20 | AMPO Ordizia            | Campo Valle de las Cañas | 14 de septiembre | 12:30 |

| Vigo RC                 | 15 - 19 | VRAC Quesos Entrepinares | Campo de la Universidad de Vigo | 20 de septiembre | 17:00 |
| CR Complutense Cisneros | 40 - 15 | Hernani CRE              | Estadio Central                 | 20 de septiembre | 17:30 |
| Getxo Artea RT          | 26 - 23 | FC Barcelona             | Urbieta                         | 21 de septiembre | 12:00 |
| AMPO Ordizia R.E.       | 39 - 20 | Bizkaia Gernika R.T      | Estadio Municipal de Altamira   | 21 de septiembre | 12:00 |
| CR El Salvador          | 21 - 9  | Bathco Independiente     | Campos de Pepe Rojo             | 21 de septiembre | 12:30 |
| UE Santboiana           | 29 - 13 | CRC Pozuelo              | Estadi Baldiri Aleu             | 21 de septiembre | 12:30 |

| CR Complutense Cisneros  | 29 - 13 | Getxo Artea RT     | Estadio Central     | 27 de septiembre | 17:00 |
| Hernani CRE              | 16 - 17 | CRC Pozuelo        | Landare Toki        | 27 de septiembre | 17:00 |
| Bathco Independiente     | 20 - 14 | Vigo RC            | Las Terrazas        | 28 de septiembre | 12:00 |
| Bizkaia Gernika R.T      | 17 - 21 | UE Santboiana Seat | Urbieta             | 28 de septiembre | 12:00 |
| FC Barcelona             | 17 - 18 | C.R. El Salvador   | La Teixonera        | 28 de septiembre | 12:30 |
| VRAC Quesos Entrepinares | 32 - 14 | AMPO Ordizia RE    | Campos de Pepe Rojo | 28 de septiembre | 12:30 |

| CRC Pozuelo        | 23 - 26 | Bizkaia Gernika R.T      | Valle de las Cañas              | 4 de octubre | 16:00 |
| Getxo Artea RT     | 39 - 15 | Hernani CRE              | Fadura                          | 4 de octubre | 17:30 |
| Vigo RC            | 22 - 20 | FC Barcelona             | Campo de la Universidad de Vigo | 5 de octubre | 12:00 |
| AMPO Ordizia R.E.  | 17 - 26 | Bathco Independiente     | Estadio Municipal de Altamira   | 5 de octubre | 12:00 |
| UE Santboiana Seat | 19 - 16 | VRAC Quesos Entrepinares | Estadi Baldiri Aleu             | 5 de octubre | 12:00 |
| CR El Salvador     | 26 - 18 | CR Complutense Cisneros  | Campos de Pepe Rojo             | 5 de octubre | 12:30 |